# Ізраїль на зимових Олімпійських іграх 2014
Ізраїль на зимових Олімпійських іграх 2014 року у Сочі був представлений 5 спортсменами (4 чоловіками та 1 жінкою) у 3 видах спорту (гірськолижний спорт, фігурне катання та шорт-трек). Прапороносцем на церемоніях відкриття та закриття був шорт-трекіст Владислав Биканов
Ізраїль вшосте взяв участь у зимових Олімпійських іграх. Ізраїльські спортсмени не завоювали жодної медалі.

## Гірськолижний спорт
Єдиний учасник у гірськолижних змаганнях від Ізраїлю Віргіл Вандепут зазнав травми під час тренувань, тому не взяв участь у змаганнях.
| Спортсмен       | Дисципліна         | Спуск 1 | Спуск 2 | Разом | Місце |
| --------------- | ------------------ | ------- | ------- | ----- | ----- |
| Віргіл Вандепут | гігантський слалом | DNS     | DNS     | DNS   | DNS   |
| Віргіл Вандепут | слалом             | DNS     | DNS     | DNS   | DNS   |

## Фігурне катання
| Змагання                  | Спортсмени                               | Коротка програма | Коротка програма | Довільна програма | Довільна програма | Підсумок | Підсумок |
| Змагання                  | Спортсмени                               | Бали             | Місце            | Бали              | Місце             | Бали     | Місце    |
| ------------------------- | ---------------------------------------- | ---------------- | ---------------- | ----------------- | ----------------- | -------- | -------- |
| Чоловіче одиночне катання | Биченко Олексій                          | 62.44            | 22               | 114.62            | 21                | 177.06   | 21       |
| Спортивні пари            | Андреа Давидович/Євгеній Краснопольський | 53.38            | 15               | 94.35             | 15                | 147.73   | 15       |

## Шорт-трек
| Спортсмен         | Дисципліна       | Гіт      | Гіт   | Чвертьфінал | Чвертьфінал | Півфінал   | Півфінал   | Фінал      | Фінал |
| Спортсмен         | Дисципліна       | Час      | Місце | Час         | Місце       | Час        | Місце      | Час        | Місце |
| ----------------- | ---------------- | -------- | ----- | ----------- | ----------- | ---------- | ---------- | ---------- | ----- |
| Владислав Биканов | 500 м, чоловіки  | 41.769   | 3     | не пройшов  | не пройшов  | не пройшов | не пройшов | не пройшов | 19    |
| Владислав Биканов | 1000 м, чоловіки | 1:27.796 | 3     | не пройшов  | не пройшов  | не пройшов | не пройшов | не пройшов | 24    |
| Владислав Биканов | 1500 м, чоловіки | 2:21.163 | 4     | Н/Д         | Н/Д         | не пройшов | не пройшов | не пройшов | 25    |